# Zielenice (województwo dolnośląskie)
Zielenice – wieś w Polsce, położona w województwie dolnośląskim, w powiecie strzelińskim, w gminie Borów.
W latach 1975–1998 wieś należała administracyjnie do województwa wrocławskiego.
W latach 1945–1954 siedziba gminy Zielenice, do końca 1972 roku siedziba Gromadzkiej Rady Narodowej gromady Zielenice.

## Integralne części wsi
| SIMC    | Nazwa   | Rodzaj     |
| ------- | ------- | ---------- |
| 0873001 | Uniszów | przysiółek |

## Zabytki
Do wojewódzkiego rejestru zabytków wpisany jest:
- kościół parafialny pw. św. Jana Nepomucena.

## Szlaki turystyczne
- Szlak niebieski:  - Strzelin - Pęcz - Piotrowice - Zielenice - Suchowice - Jordanów Śląski - Glinica - Winna Góra - Gozdnik - Przełęcz Sulistrowicka - Przełęcz Słupicka - Radunia - Przełęcz Tąpadła - Ślęża - Sobótka-Górka[8]